# Калашников Максим Олександрович
Максим Олександрович Калашников (справжнє ім'я: Володимир Олександрович Кучеренко; рос. Влади́мир Алекса́ндрович Кучере́нко; * 21 грудня 1966, Ашхабад, Туркменська РСР) — російський журналіст, громадський і політичний діяч, письменник-футуролог і публіцист. Секретар Центральної ради партії «Батьківщина: здоровий глузд», член Федеральної ради «Партії справи», член російської консервативно-націоналістичної організації «Ізборський клуб», співзасновник «Комітету 25 січня» під головуванням І. В. Гіркіна «Стрєлкова».
Позиціонує себе як фашиста, що поважає Сталіна.

## Біографія
Народився в сім'ї одеського журналіста Олександра Васильовича Кучеренка. З 1978 р. жив в Одесі, де його батько став кореспондентом «Правди» по Одеській, Миколаївській, Кримської та Херсонській областях. У 1983 р. закінчив школу № 35 і вступив на історичний факультет Одеського університету.
З 1985 по 1987 рік служив у лавах Збройних сил СРСР. Службу проходив у рядах внутрішніх військ МВС СРСР, закінчив службу в липні 1987 р. у званні старшого сержанта.
У 1991 р. закінчив історичний факультет МДУ.
Журналістська кар'єра:
- з 1987 р. — позаштатний кореспондент відділу науки газети «Вечерняя Москва»
- з 1989 по 1991 рік — кореспондент відділу науки й освіти «Вечерней Москвы»
- з 1991 по 1993 рік — оглядач тижневика «Мегаполис-Экспресс»
- з 1994 по 2001 рік — урядовий оглядач «Российской газеты»
- 2002 рік — заступник головного редактора газети «Стрингер»
- з 2003 по 2004 рік — робота в журналі «Русский предприниматель»
- з 2006 по 2009 рік — робота в інтернет-журналі RPMonitor
- з 2009 р. — робота у вебжурналі Globoscope та журналі «Сверхновая реальность»
- з березня 2010 р. по теперішній час — спільно з І. В. Бощенко знімає відеоролики від імені так званого «Нейромир-ТВ», що викладаються на відеохостингах і файлообмінниках.
- з 31 жовтня 2012 р. — член Генеральної ради ВПП «Партія справи», продюсер інтернет-телебачення Рой ТВ.

Регулярно публікується у відкритій електронній газеті «ФОРУМ.мск».
11 вересня 2010 р. обраний секретарем зі стратегічного розвитку Центральної ради партії «Батьківщина: здоровий глузд».

## Громадська діяльність

### Лист президенту
Як відповідь на статтю президента Д. А. Медведєва «Росія, вперед!», опублікував відкритий лист з пропозиціями щодо інноваційного розвитку. Лист дійшов до адресата, що було показано по телебаченню.
Лист викликав велику реакцію: Медведєв при зустрічі з віце-прем'єром Сергієм Собяніним доручив уряду РФ розглянути пропозицію російського громадянина Максима Калашникова щодо технологічної модернізації економіки, яке він прочитав в Інтернеті. Пізніше відбулися зустрічі Калашникова з віце-прем'єром Собяніним і заступником глави адміністрації президента Владиславом Сурковим (4 грудня 2009), де він висловив свої пропозиції.

### Лист прем'єр-міністру
20 листопада 2010 р. опублікував у своєму блозі відкритий лист діючому прем'єр-міністрові Володимиру Путіну. У своєму листі Калашников передрік прем'єр-міністру швидке повалення лібералами за підтримки США. Футуролог запропонував прем'єр-міністру передачу влади патріотичним силам в обмін на вічний притулок у Росії і збереження статусу мільярдера.
Блогер Анатолій Вассерман підтримав Максима Калашникова, заявивши при цьому, що не впевнений, що згадані Калашниковим багатомільярдні статки колишнього президента і нинішнього прем'єра Російської Федерації дійсно існують, також висловив сумнів в оточенні Путіна і згадав неприйняття його західними елітами. На думку Анатолія, Росія — стратегічна видобуток НАТО, з усіма витікаючими обставинами.

### «Комітет 25 січня»
25 січня 2016 року разом із кількома відомими російськими діячами націоналістичного керунку, т. зв. «імперцями» (Є. Просвірин, Е. Лімонов, О. Кунгуров та ін.) узяв участь у засновчій нараді т. зв. «Комітету 25 січня» під головуванням І. Гіркіна. Комітет позиціюється як «третя сила», і протиставиться існуючій владі та прозахідним лібералам. Головною метою новоствореної організації було проголошено захоплення влади у Російській Федерації після повалення режиму Путіна, гуртування навколо себе «силовиків», неприпущення до влади лібералів, запобігання розпаду РФ, поширення «російського світу» на території України та Білорусі, підкреслюється провідна роль російської нації у державостворенні. При цьому наголошується, що у поваленні існуючого режиму «Комітет 25 січня» участі не братиме, очікуючи його природного занепаду..

## Політична позиція
Називає себе людиною з іншої Реальності, громадянином Імперії. Висував ідею створення держави-корпорації. Вважає себе сталіністом.
Розпад СРСР сприйняв як особисту трагедію, у своїх книгах причинами розпаду СРСР називав бюрократизацію правлячої верхівки після Сталіна і забуття своїх героїв. Тому в своїх книгах оспівує велику радянську цивілізацію і переконаний у надії на те, що цивілізація ця не пішла в минуле, а десь зачаїлася, й ось-ось вибереться з таємного сховища, гуркочучи сталевими гусеницями танків і підриваючи тишу ревінням ракетних двигунів. У своїй творчості неодноразово заявляв про необхідність випереджаючого інноваційного розвитку країни шляхом впровадження унікальних технологій і жорстких антикорупційних заходів.

## Критика
Деякі критики називають Калашникова ідеологом Путіна, що він завжди спростовує та в своїх книгах піддавав критиці Єльцина і Путіна.

## Санкції
8 серпня 2015 року Кучеренко внесений до «Чорного списку Міністерства культури України».

### Книги
- Московский спрут (1993).
- Москва — империя тьмы (1995).
- Сломанный меч империи (1-е вид., 1998; 2-е вид., 2000; 3-є вид. 2002).
- Битва за небеса (1-е вид., 2000; 2-е вид., 2002).
- Гнев орка (в соавторстві з Юрієм Крупновим, 2003).
- Оседлай молнию (в соавторстві з Юрієм Крупновим, 2003).
- Вперед, в СССР-2 (2003).
- Третий проект (в 3-х томах, в соавторстві с Сергієм Кугушевим, 2005).
- Максим Калашников. Код Путина. — ISBN 966-8882-29-6
- Максим Калашников. Война с Големом. — АСТ, Астрель, 2006. — 672 с. — 20 000 екз. — ISBN 5-17-033755-8, ISBN 5-271-13535-7
- Максим Калашников, Родіон Русов. Сверхчеловек говорит по-русски. — АСТ, Астрель, 2006. — 640 с. — (Великие противостояния). — 20 000 екз. — ISBN 5-17-037432-1, ISBN 5-271-14118-7
- Максим Калашников. Крещение огнем: Вторжение из будущего. — АСТ, Астрель, Хранитель, 2007. — 448 с. — (Великие противостояния). — 5 000 екз. — ISBN 978-5-17-040991-4, ISBN 978-5-271-15521-5, ISBN 978-5-9762-2359-2
- Максим Калашников. Крещение огнем: Вторжение из будущего. — Астрель, АСТ, Хранитель, 2007. — 448 с. — 10 000 екз. — ISBN 978-5-17-042312-5, ISBN 978-5-271-16107-0, ISBN 978-5-9762-2698-2
- Максим Калашников, Ігор Бощенко. Будущее человечество. Открытый код власти: загадки третьего тысячелетия. — АСТ, Хранитель, Астрель, 2007. — 320 с. — 5 000 екз. — ISBN 978-5-17-042329-3, ISBN 978-5-271-16152-0, ISBN 978-5-9762-3634-9
- Русская Доктрина / Максим Калашников рекомендует; ред. Кобяков, А., Авер'янов В. — Эксмо, 2007. — 864 с. — (Русская Правда). — 8 000 екз. — ISBN 978-5-903339-09-9
- Максим Калашников. Крещение огнем: Борьба исполинов. — АСТ, Астрель, 2008. — 512 с. — (Великие противостояния). — 8 000 екз. — ISBN 978-5-17-051332-1, ISBN 978-5-271-20710-5
- Максим Калашников. Крещение огнем: Борьба исполинов. — АСТ, Астрель, 2008. — 512 с. — 7 000 екз. — ISBN 978-5-17-051333-8, ISBN 978-5-271-20711-2
- Максим Калашников. Цунами 2010-х годов. — Фолио, 2008. — 576 с. — 10 000 екз. — ISBN 978-5-94966-194-9
- Максим Калашников. Крещение огнем: Алтарь победы. — Фолио, 2008. — 512 с. — (Великие противостояния). — 4 000 екз. — ISBN 978-5-94966-184-0
- Максим Калашников. Крещение огнем: Вьюга в пустыне. — Фолио, 2009. — 640 с. — 7 000 екз. — ISBN 978-5-94966-186-4
- Максим Калашников. Крещение огнем: Звезда пленительного риска. — Фолио, 2009. — 544 с. — 7 000 екз. — ISBN 978-5-94966-187-1
- Максим Калашников, Сергій Бунтовський. Независимая Украина: Крах проекта. — Фолио, 2009. — 416 с. — 10 000 екз. — ISBN 978-5-94966-188-8
- Максим Калашников. Глобальный Смутокризис. — Харвест, 2009. — 640 с. — 5 000 екз. — ISBN 978-985-16-7002-0
- Максим Калашников. Глобальный Смутокризис. — Харвест, 2009. — 640 с. — 7 000 екз. — ISBN 978-985-16-7003-7
- Максим Калашников, Володимир Кучеренко. Низшая раса. — Яуза, Эксмо, 2009. — 512 с. — 4000 екз. — ISBN 978-5-699-38550-8
- Максим Калашников. Россия на дне. Есть ли у нас будущее? — Яуза-Пресс, 2009. — 352 с. — 5000 екз. — ISBN 978-5-9955-0105-3
- Максим Калашников, Євген Осінцев. Завтра была война: 22 декабря 201… года. — АСТ, Астрель, ВКТ, 2010. — 384 с. — 10 000 екз. — ISBN 978-5-17-067386-5, 978-5271-28065-8, 978-5-226-02715-4
- Максим Калашников, Віталій Авер'янов, Андрій Фурсов. Новая опричнина, или Модернизация по-русски. — Фолио, 2011. — 5000 екз. — ISBN 978-5-94966-218-2

### Брошури
- Геноцид русского народа. Что может нас спасти? (2005).
- Американское иго. Зачем дяде Сэму русские рабы (2005).
- «Вор должен сидеть в тюрьме!» (2006).